# Les Appalaches
Cet article concerne la municipalité régionale de comté. Pour la chaîne de montagnes, voir Appalaches. Pour la tribu amérindienne, voir Apalaches.
Les Appalaches est une municipalité régionale de comté (MRC) du Québec dans la région de la Chaudière-Appalaches. Jusqu'au 15 novembre 2008, elle était nommée « MRC de l'Amiante ». La ville principale et le chef-lieu est Thetford Mines. Les municipalités locales constituant la MRC sont souvent référées collectivement par l'expression « Région de Thetford ».

## Géographie

### Entités territoriales
La MRC est constituée de dix-neuf municipalités locales.
| Nom                                   | Statut                   | Population 2021 | Superficie (km2) | Densité (h/km2) | Ref. |
| ------------------------------------- | ------------------------ | --------------- | ---------------- | --------------- | ---- |
| Adstock                               | Municipalité             | 2 903           | 305,8            | 9,49            |      |
| Beaulac-Garthby                       | Municipalité             | 931             | 93,9             | 9,91            |      |
| Disraeli                              | Ville                    | 2 360           | 8,2              | 287,8           |      |
| Disraeli                              | Municipalité de paroisse | 1 163           | 97,5             | 11,93           |      |
| East Broughton                        | Municipalité             | 2 248           | 8,9              | 252,58          |      |
| Irlande                               | Municipalité             | 897             | 111,93           | 8,01            |      |
| Kinnear's Mills                       | Municipalité             | 397             | 93,1             | 4,26            |      |
| Sacré-Cœur-de-Jésus                   | Municipalité de paroisse | 536             | 104,4            | 5,13            |      |
| Saint-Adrien-d'Irlande                | Municipalité             | 395             | 53               | 7,45            |      |
| Saint-Fortunat                        | Municipalité             | 255             | 76,6             | 3,33            |      |
| Saint-Jacques-de-Leeds                | Municipalité             | 711             | 83,2             | 8,55            |      |
| Saint-Jacques-le-Majeur-de-Wolfestown | Municipalité de paroisse | 186             | 61,6             | 3,02            |      |
| Saint-Jean-de-Brébeuf                 | Municipalité             | 351             | 79,5             | 4,42            |      |
| Saint-Joseph-de-Coleraine             | Municipalité             | 1 820           | 134,5            | 13,53           |      |
| Saint-Julien                          | Municipalité             | 378             | 82,8             | 4,57            |      |
| Saint-Pierre-de-Broughton             | Municipalité             | 889             | 148,5            | 5,99            |      |
| Sainte-Clotilde-de-Beauce             | Municipalité             | 569             | 60,8             | 9,36            |      |
| Sainte-Praxède                        | Municipalité de paroisse | 351             | 155              | 2,26            |      |
| Thetford Mines                        | Ville                    | 26 072          | 227,7            | 114,5           |      |
| Total                                 | Total                    | 43 412          | 1 911,83         | 22,71           |      |

## Démographie
| 1986   | 1991   | 1996   | 2001   | 2006   | 2011   | 2016   | 2021   |
| ------ | ------ | ------ | ------ | ------ | ------ | ------ | ------ |
| 48 327 | 45 851 | 45 020 | 43 247 | 43 390 | 43 120 | 42 346 | 43 412 |

## Administration

### Liste des préfets
| Période                                  | Période  | Identité        | Étiquette                      | Qualité         |
| ---------------------------------------- | -------- | --------------- | ------------------------------ | --------------- |
| 1982                                     | 1989     | Georges Nadeau  | Maire de Pontbriand            |                 |
| 1989                                     | 1999     | Fernand Huot    | Maire de Sainte-Anne-du-Lac    |                 |
| 1999                                     | 2001     | Patrice Groleau | Maire de Thetford-Sud          | Infirmier       |
| 2001                                     | 2005     | Marcel Roy      | Maire de Sacré-Cœur-de-Jésus   |                 |
| 2005                                     | 2009     | Hélène Faucher  | Mairesse d'Adstock             |                 |
| 2009                                     | 2013     | Ghislain Hamel  | Maire de Saint-Jean-de-Brébeuf |                 |
| 2013                                     | 2021     | Paul Vachon     | Maire de Kinnear's Mills       | Enseignant      |
| 2021                                     | En cours | Jacynthe Patry  | Mairesse de Disraeli           | Administratrice |
| Les données manquantes sont à compléter. |          |                 |                                |                 |

### Liste des directeurs-généraux
- 1982 - 2006: Serge Nadeau
- 2006 - 2010 : Alain Gravel
- 2010 - 2018 : Marie-Ève Mercier
- 2018 - 2023 : Louis Laferrière
- 2023 - présent : Rick Lavergne

## Éducation
Commission scolaire des Appalaches